# Пшедвоєво
Пшедвоєво (пол. Przedwojewo) — село в Польщі, у гміні Опіноґура-Ґурна Цехановського повіту Мазовецького воєводства.
Населення — 366 осіб (2011).
У 1975-1998 роках село належало до Цехановського воєводства.

## Демографія
Демографічна структура станом на 31 березня 2011 року:
|          | Загалом | Допрацездатний вік | Працездатний вік | Постпрацездатний вік |
| -------- | ------- | ------------------ | ---------------- | -------------------- |
| Чоловіки | 192     | 39                 | 133              | 20                   |
| Жінки    | 174     | 28                 | 107              | 39                   |
| Разом    | 366     | 67                 | 240              | 59                   |